# Subtelna struktura elektronowa
Subtelna struktura elektronowa – rozszczepienie poziomów energetycznych atomu lub jonu wywołane oddziaływaniem magnetycznych momentów spinowych i orbitalnych elektronów (sprzężenie spinowo orbitalne LS oraz sprzężenie jj) oraz oddziaływaniem elektronów z potencjałem elektrostatycznym otoczenia w sieci krystalicznej.
Oddziaływanie elektrostatycznego potencjału multipolowego na stany wieloelektronowe atomu/jonu opisywane jest najczęściej w konwencji teorii pola krystalicznego. Nazwa subtelna struktura elektronowa oznacza istnienie struktury blisko leżących wieloelektronowych stanów energetycznych, pochodzących od znoszenia degeneracji (rozszczepienia) stanów konfiguracji elektronowej jonu/atomu w strukturę termów atomowych, a następnie multipletów, których dalsze znoszenie degeneracji wywoływane jest przez oddziaływania z polem elektrycznym – efekt Starka. W zależności od metodologii rachunkowej obliczenia subtelnej struktury elektronowej wykonuje się w oparciu o falowe funkcje wieloelektonowe rozpisane za pomocą składowych momentu podpowłoki elektronowej. Macierz hamiltonianu opisującego oddziaływania na subtelną strukturę elektronową może być rozpisana w bazie funkcji |J,Jz>, gdzie J jest liczbą kwantową określającą całkowity moment powłoki elektronowej, lub za pomocą składowych orbitalnych i spinowych, czyli w bazie |L,S.Lz,Sz>. Subtelna struktura elektronowa ma fundamentalne znaczenie dla właściwości jednojonowych materiałów ze zlokalizowanymi momentami magnetycznymi.
W fizyce ciała stałego w niezerowej temperaturze obsadzanie stanów subtelnej struktury elektronowej determinuje szereg właściwości magnetycznych (podatność magnetyczna w funkcji temperatury) i termodynamicznych (ciepło właściwe typu Schottky'ego). Subtelna struktura elektronowa została opracowana dla olbrzymiej grupy związków stałych zawierających lantanowce, metale przejściowe z grupy 3d oraz 4d oraz uranowce. W fizyce ciała stałego subtelna struktura elektronowa kształtowana jest przez pole krystaliczne, którego wpływ opisywany jest za pomocą operatorów multipolowych zdefiniowanych w konwencji B.G. Wybourne'a lub Stevensa. Obydwie konwencje są zbieżne, zapewniając parametryzację otoczenia ładunkowego jonu/atomu za pomocą współczynników pola krystalicznego oznaczanych zwyczajowo Bmn, Bkq oraz Amn. Ustalona subtelna struktura elektronowa w materiale zawierającym jony paramagnetyczne determinuje magnetyczną anizotropię jednojonową materiału i niesie podstawową wiedzę o zachowaniu atomów lub jonów w materiale stałym w niskich i średnich temperaturach.  
Właściwości materiałów stałych determinowane przez subtelną strukturę elektronową dowolnych jonów/atomów paramagnetycznych pozwala obliczać aplikacja atomic matters.